# خانبلاغی (اردبیل)
خانبلاغی یک روستا در ایران است که در دهستان اجارود مرکزی واقع شده‌است. خانبلاغی ۱۸۶ نفر جمعیت دارد.